# 周处墓碑
周处墓碑，位于中国山西省晋城市泽州县西部的周村镇周村。2013年1月列为第三批晋城市文物保护单位，石窟寺及石刻类，编号3-110。